# 夏内·格莱姆斯
夏内·格莱姆斯（英語：Shenae Grimes-Beech；1989年10月24日－），是一位加拿大女演員，因曾經出演過《灰姑孃的手機情緣》、《驚聲尖叫4》及《帝國警戒》之電影系列，另外，她還出演過電視節目《新飛越比佛利》飾演Annie Wilson為人所知。

## 簡介
格萊姆斯出生於加拿大的多倫多，她有一半愛爾蘭的血統，小時候就演過不少廣告，2001年開始出演加拿大備受歡迎的青春劇《迪格拉絲：下一代》，格萊姆斯還曾在電視電影《仙妮婭》中扮演仙妮亞·唐恩的少女時期，2008年希拉蕊·朵芙拒絕了電視節目《新飛越比佛利》後，讓格萊姆斯得到了自己夢想的角色，而格萊姆斯順利地從多倫多邁向洛杉磯。

## 個人生活
格萊姆斯與英國音樂家喬西·比馳於2013年5月10日在英國阿什福德結婚。

## 影視作品

### 電影
| 年分 | 中文譯名         | 英文譯名     |
| ---- | ---------------- | ------------ |
| 2008 | 灰姑孃的手機情緣 | Picture This |
| 2011 | 驚聲尖叫4        | Scream 4     |
| 2013 | 帝國警戒         | Empire State |

### 電視節目
| 年分      | 中文譯名         | 英文譯名                      |
| --------- | ---------------- | ----------------------------- |
| 2008-2013 | 新飛越比佛利     | 90210                         |
| 2001-2015 | 狄格西：新的一代 | Degrassi: The Next Generation |

## 外部連結
- 夏内·格莱姆斯在互联网电影资料库（IMDb）上的資料（英文）
- 夏内·格莱姆斯的X（前Twitter）
- 夏内·格莱姆斯的Instagram帳戶